# ALL UMM21C
A ALL UMM21C foi uma locomotiva diesel-elétrica brasileira construída pela extinta América Latina Logística, na oficina da empresa em Curitiba, utilizando-se da estrutura sucateada de uma locomotiva GE U20C nº 2620 (ex-Novoeste) e motores Scania. É motorizada com três motores Scania de 700 hp cada, totalizando 2.100 hp de potência total. Estima-se que seu consumo seja 20% inferior que de locomotivas da mesma classe de potência.
A aparência externa da locomotiva difere da U20C original, onde foi aumentada a altura da cabine, incluído freio dinâmico e truques ferroviários da EMD GT22, além de muitas portas com venezianas buscando evitar o superaquecimento dos motores diesel. (Estas venezianas foram adicionadas numa segunda modificação, como forma de sanar os problemas de superaquecimento dos motores diesel, porém, foram insatisfatórias).
Significado do nome da locomotiva
UMM significa Unidade de Múltiplos Motores, o número 21 se refere a sua potência: 2100 HP, já a letra C se refere aos seus truques, que são do tipo C (três eixos com motores de tração).
O conceito utilizado para produção desta locomotiva é o mesmo utilizado pela Progress Rail Services (subsidiária da Caterpillar) na sua série de locomotivas denominada Gen Set, onde se utilizam mais de um motor diesel.
Ela ficou em serviço de novembro de 2008 até dezembro de 2010.
Devido a alguns problemas operacionais (superaquecimento dos motores diesel nos trechos de serra e descarrilamentos em decorrência de falhas no curso dos truques em curvas) a locomotiva não foi aprovada para viagens longas, ficando por cerca de dois anos trabalhando na extinta função helper em Piraquara, até sua baixa definitiva no final de 2010.
Atualmente o que sobrou dela está guardada na oficina da extinta ALL em Curitiba, atualmente de propriedade da Rumo Logística.